# Новинске марке
Новинске марке су специјална врста поштанских марака које служе за франкирање новинских пошиљака  (новина или часописа). Многа издања коришћена су у 19. веку. До средине 20. века готово да су изашле из употребе јер су се новинске пошиљке франкирале редовним маркама.
Прво издање новинских марака издато је у Аустрији 1851. године а потом су многе нације издале своје новинске марке. У САД су новинске поштанске марке биле у употреби између 1865. и 1898. Највећа номинална вредност ових марака је 100 америчких долара. Прве новинске марке Србије издате су 1. маја 1866. (грбуше).
Новинске марке су обично штампане у великим тиражима па су данас готово све јефтине и лако их је сакупити.